# Villemontoire
Villemontoire är en kommun i departementet Aisne i regionen Hauts-de-France i norra Frankrike. Kommunen ligger  i kantonen Oulchy-le-Château som ligger i arrondissementet Soissons. År 2022 hade Villemontoire 210 invånare.

## Befolkningsutveckling
Antalet invånare i kommunen Villemontoire
Referens: INSEE